# Bendt Lindhardt
Bendt Lindhardt (nacido el 30 de agosto de 1804 en Holckenhavn, cerca de Nyborg, y fallecido el 1 de febrero de 1894 en Aggersvold, cerca de Jyderup) fue un sacerdote danés y miembro del Parlamento danés entre 1853 y 1854.
Lindhardt era hijo del comerciante Lindhardt Holgersen. Se graduó en Nyborg en 1822 y fue maestro de casa en Faxe y Margretelund al oeste de Faxe 1823-1825. En 1831 hizo los exámenes de teología y en 1832 se convirtió en capellán de la parroquia de Ørbæk, al oeste de Nyborg. Fue catequista en Ribe en 1836 y párroco en la parroquia de Farup, cerca de Ribe, en 1841, y en las parroquias de Jyderup y Holmstrup entre 1862 y 1889.
Fue elegido diputado por la 3ª circunscripción del condado de Ribe (Ribekredsen) en las elecciones generales del 27 de mayo de 1853, y fue miembro del Parlamento hasta las elecciones del 1 de diciembre de 1854, cuando no se presentó a la reelección.
Lindhardt fue nombrado Caballero de la Orden del Dannebrog en 1882.

## Familia

### Esposa
Johanne Thomasine Nicoline Lauritsdatter Prom (1806-1897)
'Niños'
Vincent Charles Lindhardt (1850-1922)
Lauritz Christian Lindhardt (1842), profesor y caballero del Dannebrog

### Nietos
Knud Hee Lindhardt, General y Caballero de la Orden de Dannebrog
Holger Lindhardt, dentista en Rønne

### Bisnietos
Orla Holger Lindhardt, mecánica y luchadora de la resistencia

## Familia (ancestros)
Padre: Lindhardt Holgersen/Holger Eiler/Eilersen Lindhardt, nacido en 1777 (se escribe de forma diferente según el libro de la iglesia en el que se busque).
Abuelo: Eiler Holger Marcussen, nacido en 1741
Bisabuelo: Marcus Gundersen n. 1698-1748